# Holy Wood
Holy Wood (In the Shadow of the Valley of Death) ist das vierte Album der US-amerikanischen Alternative-Rock-/Alternative-Metal-Band Marilyn Manson. Veröffentlicht wurde es am 14. November 2000.

## Hintergrund
Holy Wood ist Marilyn Mansons erstes Album nach dem Amoklauf an der Columbine High School am 20. April 1999. Medien sowie Politiker beschuldigten die Band und insbesondere Brian Hugh Warner, die beiden Amokläufer Eric Harris und Dylan Klebold zur Tat inspiriert zu haben. So beschäftigen sich die Liedtexte des Albums mit der Rolle der Eltern, den Werten, der Kultur des konservativen Amerika und dem Medienspiel um das Ereignis.
Die Songtexte beschreiben zudem die Vernarrtheit der US-Gesellschaft in Waffen, Religion und jenen Ruhm, den man dort durch die US-Medien zu erreichen sucht – basierend auf Gewalt, Tod und Martyrien. Manson sagte in einem Interview, während der Produktion des Albums seien über 200 Songs geschrieben worden, und nur wenige seien letztlich auf dem Album erschienen.

## Kulturelle Bezüge
Dieses Album beschäftigt sich unter anderem mit John F. Kennedy, John Lennon und dem Amoklauf an der Columbine High School. Manson hob die Ironie hervor, dass die Medien jenen Vorfall monatelang hochschaukeln würden. Nach seiner Meinung zeigen die Medien tragische Tode als Unterhaltungsprogramm für die breite Masse. 2004 schrieb Manson einen Artikel im Musikmagazin Rolling Stone. Er erläuterte, welche Rolle die Medien im Wiederbeleben toter Figuren der Musik spielen und dass der Song „Lamb of God“ im Geiste von Kurt Cobain und Jim Morrison steht:

“If you die when there’s no one watching,

Then your ratings drop and you’re forgotten.

But if they kill you on the TV,

You’re a martyr and a lamb of God.”

„The Nobodies“ thematisiert die vermutete Gefühlslage von School Shootern:

“We are the nobodies, wanna be somebodies.

When we’re dead, they’ll know just who we are.

[…]

Some children died the other day;

We fed machines and then we prayed.

Puked up and down in morbid faith;

You should have seen the ratings that day.”

In „The Love Song“ gibt Manson seine Meinung zu den drei Hauptkernen der konservativen Kultur Mittelamerikas ab: “Guns, God and the Government” (deutsch: „Waffen, Gott und die Regierung“). Er umzeichnet eine metaphorische Verbindung zwischen Mensch und Waffe: Der Arm als Vater, die Mutter als die Pistole und das Kind als die Kugel.

## Kommentare von Marilyn Manson
„Die beiden Hauptthemen auf der Platte sind Revolution und Evolution. Ich versuche zu untersuchen, warum der Mensch sich so verhält, wie er es tut. Was ich durch diese Platte gelernt habe, ist, dass man sich nur selbst revolutionieren kann.“

„Der Albumtitel ist an den Film "Santa Sangre" von Alejandro Jodorowsky – dessen Werk ich verehre – angelehnt. Das Album wird eine Trilogie beschließen, die mit Antichrist Superstar und Mechanical Animals begonnen hatte. Es sollte ursprünglich zusammen mit einem Buch herauskommen sowie einem Film von Jodorowsky, aber keine Angst, das Projekt ist noch nicht aus der Welt.“

## Inhalt

### Konzept
Holy Wood ist eine diskografische Fortsetzung zu den Alben Mechanical Animals und Antichrist Superstar.
Der Hauptcharakter ist Adam Kadmon, welcher sich bereits als „Omega“ in Mechanical Animals und „The Worm / Antichrist Superstar“ in Antichrist Superstar manifestiert hat.
Der Charakter Coma White entspricht in diesem Album „Coma Black“. Die Geschichte folgt Adam, als er die Bevölkerung von Valley of Death – wo die abgelehnten der Welt hausen – anführt, in eine Revolution gegen Holy Wood, der Heimat der Schönen und Berühmten. Die Revolution gelingt, doch die Bevölkerung gleicht sich nach und nach dem alten Holy Wood an, was zu Adams Suizidversuch führt und dem Start der Mechanical Animals-Storyline.

### Titelliste
Alle Texte wurden von Brian Hugh Warner geschrieben.
A – In the Shadow
1. GodEatGod – 2:34 (Warner)
2. The Love Song – 3:16 (Ramirez, Lowery)
3. The Fight Song – 2:55 (Lowery)
4. Disposable Teens – 3:01 (Lowery, Ramirez)

D – The Androgyne
1. Target Audience (Narcissus Narcosis) – 4:18 (Ramirez, Lowery)
2. President Dead – 3:13 (Ramirez, Lowery, Gacy)
3. In the Shadow of the Valley of Death – 4:09 (Ramirez, Lowery)
4. Cruci-Fiction in Space – 4:56 (Ramirez, Lowery, Gacy)
5. A Place in the Dirt – 3:37 (Lowery)

A – Of Red Earth
1. The Nobodies – 3:35 (Lowery, Manson)
2. The Death Song – 3:29 (Lowery, Manson)
3. Lamb of God – 4:39 (Ramirez)
4. Born Again – 3:20 (Ramirez, Lowery)
5. Burning Flag – 3:21 (Ramirez, Lowery)

M – The Fallen
1. Coma Black – 5:58 (Manson, Lowery, Ramirez)
2. Valentine’s Day – 3:31 (Ramirez, Manson)
3. The Fall of Adam – 2:34 (Ramirez, Lowery)
4. King Kill 33° – 2:18 (Ramirez)
5. Count to Six and Die (The Vacuum of infinite Space encompassing) – 3:24  (Lowery)
6. The Nobodies (Acoustic Version) – 3:35 (Japan / UK Bonustrack) (Lowery, Manson)
7. Mechanical Animals (Live) – 4:41 (Japan Bonustrack)